# Tom Fogerty (musikalbum)
Tom Fogerty är Tom Fogertys första soloalbum, släppt 1972, efter splittringen med Creedence Clearwater Revival.

## Låtlista
Sida 1
1. "The Legend of Alcatraz" – 2:30
2. "Lady of Fatima" – 4:24
3. "Beauty is Under the Skin" – 2:25
4. "Wondering" – 2:24
5. "My Pretty Baby" – 2:18

Sida 2
1. "Train to Nowhere" – 3:28
2. "Everyman" – 2:08
3. "The Me Song" – 2:15
4. "Cast the First Stone" – 2:07
5. "Here Stands the Clown" – 2:49

- Alla låtar skrivna av Tom Fogerty.

## Medverkande
Musiker
- Tom Fogerty – gitarr, munspel, sång
- Rodger Collins – sång ( på "Train to Nowhere")
- Russ Gary – gitarr
- John Kahn – basgitarr
- Billy Mundi – percussion
- Merl Saunders – keyboard, sång
- Bill Vitt – trummor, congas